# شریدن (اورگن)
شریدن (به انگلیسی: Sheridan) شهری در شهرستان جکسون ایالت اورگن است و در سرشماری سال ۲۰۱۱ میلادی، ۶٬۱۲۵ نفر جمعیت داشته که نسبت به سال ۲۰۱۰، −۰٫۰۳ درصد رشد جمعیت داشته‌است.

## موقعیت جغرافیایی
موقعیت جغرافیایی شهرها و مناطق اطراف به شرح زیر است: